# Rosemary Kavanová
Rosemary Kavanová (17. ledna 1923, Londýn – 1. listopadu 1981, tamtéž) byla autorkou knihy pamětí Cena svobody, která popisuje život Angličanky v Československu v letech 1945–1971. Byla manželkou českého zahraničního vojáka – komunisty, odsouzeného v jednom z procesů 50. let. Po emigraci spolupracovala s českým disentem. Také překládala z češtiny do angličtiny. Jejím synem je politik Jan Kavan.

## Život
Jean Rosemary Edwards se narodila v Londýně ve středostavovské rodině, vystudovala pedagogickou fakultu a pracovala jako učitelka. Za 2. světové války se seznámila s českým vojákem Pavlem Kavanem, jehož po sňatku v roce 1945 následovala do Československa. Přesvědčený komunista Kavan působil po válce na ministerstvu zahraničí, ale brzy se společně odstěhovali zpět do Londýna, kde získal místo na československém velvyslanectví. V roce 1950 byl však odvolán, později zatčen a odsouzen ve vykonstruovaném procesu na 25 let. Po čtyřech letech byl sice propuštěn, ale se zdravotními následky a po několika letech zemřel na infarkt. Rosemary v té době prošla různými zaměstnáními. V 60. letech pak učila na Univerzitě 17. listopadu, pracovala jako redaktorka časopisu Czechoslovak Life a překládala z češtiny do angličtiny. Sympatizovala s obrodným hnutím 60. let, po sovětské invazi pomáhala české opozici. Hrozilo jí zatčení, a tak v roce 1971 uprchla z Československa zpět do Anglie. V Londýně začala pracovat pro Palach Press, tiskovou agenturu podporující české disidenty, kterou založil její syn Jan. Překládala např. dokumenty Charty 77. V roce 1973 se provdala za malíře Richarda Haughton-Jamese a žili spolu v Itálii. Zemřela předčasně na rakovinu, krátce po dokončení poslední verze svých pamětí.

## Paměti
Na svých pamětech pracovala Rosemary Kavanová od počátku 60. let, v emigraci dokončila první verzi a pak je dále upravovala. Vydání se kniha dočkala až po její smrti, v roce 1985 (zásluhou jejího syna Jana Kavana). První britské vydání s názvem Freedom at a price mělo dobré recenze, v roce 1988 byla kniha vydána i v USA (s předmluvou Arthura Millera). Později vyšla též v holandském a německém překladu. Již v roce 1985 vznikl i první samizdatový překlad Danuše Proboštové. Druhý samizdatový překlad zajistili Jiří a Broňa Müllerovi z Brna. V Česku byla kniha oficiálně vydána (pod názvem Cena svobody) teprve v roce 1997.

### Přehled vydání
- Freedom at a price: an Englishwoman's life in Czechoslovakia. London: Verso, 1985.
- Love and freedom: my unexpected life in Prague. New York: Hill and Wang, 1988.
- Liefde en vrijheid: een onverwacht leven in Praag. Amsterdam: Contact, 1991.
- Kein Frühling in Prag. Bergisch Gladbach: Lübbe, 1992.
- Cena svobody: život Angličanky v Praze. Brno: Doplněk, 1997.
- Love and freedom. London: Faber and Faber, 2014.
- Cena svobody: život Angličanky v Praze. Praha: Brána, 2017.

Příběh Rosemary Kavanové tvoří část dokumentárního pořadu České televize Válečné nevěsty.